# زكي الأرسوزي
زكي نجيب إبراهيم الأرسوزي (اللاذقية ، يونيو 1899 - دمشق ، 2 يوليو 1968 ) مفكر عربي سوري ومن أهم مؤسسي الفكر القومي العربي. درس في اللاذقية ثم انتقل مع عائلته إلى أنطاكية (التي كانت تتبع حينئذ لسوريا العثمانية) ومن بعدها إلى قونية في تركيا عاد إلى انطاكية عام 1924 وعين مديرًا لناحية أرسوز وبعدها أوفدته الحكومة السورية لدراسة الفلسفة في جامعة السوربون في فرنسا عام 1927 عاد وعمل مدرسًا للفلسفة في مدارس أنطاكية وبعدها نقل إلى حلب ثم إلى دير الزور وسرح من الوظيفة عام 1934.
أسس الأرسوزي جريدة العروبة ثم عاد وعمل مدرسًا للفلسفة والتاريخ في مدارس حماة وحلب ثم انتقل إلى دمشق مدرسًا في دار المعلمين، وبقي حتى أحيل للتقاعد عام 1959، كان ينادي بالعدالة وحق العربي بالحرية وإلغاء التميز بين الناس من كل شكل ونوع وأخلص للعروبة ونادى بالدفاع عنها وحمايتها واخلص لوطنه سوريا وتخرج من بين يدي الأرسوزي الكثير من الطلبة والباحثين والكتاب وغير ذلك.
كان لاقتطاع لواء إسكندرون من سوريا من قبل الاستعمار الفرنسي كبير الأثر على زكي الأرسوزي وهو يرى جزءًا من بلاده يُنتزع ويُسلخ دون وجه حق من قبل مستعمر لا هم له سوى مصالحه، أدت هذه الحادثة إلى ثورة الأرسوزي على فرنسا وتركيا وقاد حملة لمقاومة التتريك في لواء الإسكندرونة، لاقت أفكار الأرسوزي ودعوته صدى وتأييدًا من المثقفين والطلاب في دمشق، وبذلك طرح نفسه كزعيم قومي أستلهم البعث أفكاره منه. وتلك الأفكار التي تبناها حزب البعث فيما بعد والدفاع عن العروبة وحق العرب، وقد عرف عن الأرسوزي ارتياده إحدى مقاهي دمشق حيث كان يلتقي المثقفين والكتاب والأدباء والطلبة، وكذلك إحدى مقاهي حلب التي يرتادها المفكرون والأدباء.

## سيرة شخصية

### طفولته والنشأة 1899 - 1930
ولد زكي الأرسوزي في عام 1900 أو 1899 لعائلة علوية من الطبقة المتوسطة، في مدنية اللاذقية على ساحل سوريا التي كانت تابعة وقتها للسلطنه العثمانية، والدته مريم تنتسب لعائلة دينية بارزة من الطائفة العلوية بينما كان والده نجيب محاميًا، وقد ألقي القبض على والده من قبل السلطات العثمانية عام 1915 بسبب أنشطته القومية، وقال زكي لاحقًا أنَّ هذه الحادثة هي التي وجهت اهتمامه نحو العمل السياسي، رغم ان سجن والده كان لفترة قصيرة. أُرسلت العائلة لاحقًا إلى منفى داخلي في مدينة قونيا في الأناضول، وبعد عام في المنفى سُمح لنجيب وعائلته بالعودة إلى أنطاكية، ووفقًا لزكي فقد استبدل والده العلم العثماني بالعلم الهاشمي في مقر حكومة أنطاكية عند سماعه خبر دخول فيصل الأول من العراق إلى دمشق أثناء الثورة العربية الكبرى.
بدأ الأرسوزي الدراسة في معهد لاوت في لبنان بعد الحرب العالمية الأولى، وهناك أتقن اللغة الفرنسية والفلسفة وأصبح معروفًا بإلحاده، بعد أن أنهى دراسته الجامعية حصل الأرسوزي على وظيفة مدرس رياضيات في مدرسة ثانوية محلية في أنطاكية، وشغل بعد ذلك منصب رئاسة المنطقة التعليمية في الفترة ما بين 1924 – 1926، وفي عام 1927 حصل الأرسوزي على منحة من المفوضية الفرنسية العليا للدراسة في جامعة السوربون في فرنسا، حيث درس هناك من عام 1927 إلى 1930 لكنه لم يحصل على شهادة جامعية من السوربون، ورغم ذلك فقد طوَّر الأرسوزي اهتمامًا خاصًا بالفلسفة الأوروبية في القرن التاسع عشر، وانجذب إلى أفكار جورج توماس وإيميل براير وليون برونشفيغ وهنري بيرجسون ويوهان غوتليب فيشت وغيرهم.

### أزمة الإسكندرون وتأسيس حزب البعث 1930 - 1939
عاد زكي الأرسوزي إلى سوريا عام 1930، واستمر في عمله كمدرس في أنطاكية، ووفقًا للمؤرخ باتريك سيل فقد منعته السلطات الفرنسية في سوريا من تعليم طلابه أفكارًا حول الفلسفة الأوروبية والثورة الفرنسية ومواضيع حساسة أخرى، وعندما ألقي القبض عليه وهو يعلم طلابه عن قيم الثورة الفرنسية كالحرية والمساواة والعدالة والثورة أُرغم على ترك التدريس، وفي عام 1934 أسس ناديًا خاصًا لتعليم الفنون الجميلة للطلاب بهدف نشر الثقافة الفرنسية، وكان هذا النادي أيضًا مرفوضًا ومستهجنًا من قبل السلطات الفرنسية، وعلى كل حال فقد بدأ زكي الأرسوزي حياته السياسية بشكل جدي في وقتٍ لاحق من ذلك العام وأصبح معروفًا بكونه قوميًا عربيًا متعصبًا.
أسس زكي الأرسوزي مع خمسين من رفاقه القوميين العرب رابطة العمل الوطني في لبنان، كانت النخبة العثمانية السابقة تهيمن على أغلب الأحزاب العربية في ذلك الوقت، في حين أنَّ رابطة العمل الوطني كانت إحدى الاستثناءات القليلة لأنَّها كانت حزبًا شعبيًا يمتع بقبول جماهيري واسع رغم تقلص شعبيتها عندما توفي مؤسسها عبد الرزاق الدندشي عام 1935، وكان الأرسوزي الرئيس الإقليمي للرابطة في أنطاكية منذ تأسيسها عام 1933 وحتى عام 1939.
عندما حاولت تركيا لأول مرة ضم مقاطعة الإسكندرون في أوائل ثلاثينيات القرن العشرين كان الأرسوزي أحد أكثر المنتقدين لتلك السياسة التركية وأصبح رمزًا من رموز النضال القومي العربي بفضل ذلك، ولكن فرنسا التي كانت تحتل سوريا وقتها تخلت عن الإسكندرون عام 1939 من أجل إقامة تحالف استراتيجي مع تركيا قبل الحرب العالمية الثانية، وبعد هذه الحادثة بفترة قصيرة ترك الأرسوزي رابطة العمل الوطني.
انتقل الأرسوزي إلى دمشق عام 1938 وبدأ العمل على أفكاره القومية، فقام بجمع تلاميذ المدارس الثانوية حوله وخلال الاجتماعات كان الأرسوزي يتحدث عن مبادئ الثورة الفرنسية وأفكار التوحيد الألماني وفلسفة فريدريك نيتشه وكارل ماركس وهيغل وهنري بيرجسون، وبعد فترة قصيرة من هذا الحراك أسَّس الحزب الوطني العربي ولكن هذا الحزب لم يستمر لفترة طويلة. غادر زكي الأرسوزي سوريا متوجهًا إلى العراق في نهاية عام 1939، وخلال إقامته في بغداد حاول نشر الفكر القومي العربي ولكنه لم يحقق نتائج مشجعة وعاد إلى سوريا عام 1940، وبعد عودته أسس حزب البعث العربي في 29 تشرين الثاني نوفمبر عام 1940.

### حزب البعث العربي 1940 - 1947
في نفس الوقت الذي أسَّس فيه زكي الأرسوزي حزب البعث العربي، كان كلٌّ من ميشيل عفلق وصلاح الدين البيطار قد أسَّسا حركة الإحياء العربي، ويذكر المؤرخ باتريك سيل أنَّ الأرسوزي كان يصدر منشوراته في تلك الفترة تحت اسم البعث العربي بينما كانت حركة الإحياء تصدر منشوراتها تحت اسم الإحياء العربي، وفي حين ترك عفلق والبيطار العمل وتفرَّغا للحزب، استمر الأرسوزي يعمل مدرسًا حتى العام 1959، في ذلك الوقت لم يكن عدد أعضاء الحزب كبيرًا، وكان أغلبهم مشغولًا بالتدريس أو الترجمة أو بأعمال أخرى، وفي يونيو 1941 نُفي الأرسوزي من دمشق واعتُقل ثلاثة أعضاء آخرون وهرب الباقون، حاول الأرسوزي ورفاقه إعادة إحياء الحزب وتنظيم صفوفه عام 1942 ولكنَّ المحاولة باءت بالفشل، بحلول عام 1944 كان غالبية أعضاء حزب البعث العربي قد تركوا التنظيم وانضموا لحركة الإحياء العربية الأكثر نشاطًا وتنظيمًا والتي سميت بحركة البعث العربي اعتبارًا من العام 1943، ولذلك كله كانت العلاقة بين عفلق والأرسوزي متوترة دومًا واتهم الأرسوزي عفلق بسرقة اسم حزبه الذي أسسه بنفسه.
تراجع اهتمام الأرسوزي بالسياسة في تلك الفترة، وقضى وقتًا أطول منخرطًا في علوم اللغة العربية وتوَّج هذا العمل بنشر كتابه «عبقرية اللغة العربية» عام 1943، وعلى الرغم من ذلك بدا أنَّ الأرسوزي غير متوازن عقليًا، فأصبح أقل اجتماعية وأكثر ميلًا للوحدة والانعزال ويُقال أنَّه عانى من أوهام وهلوسات لاحقًا، انتقل الأرسوزي مجددًا إلى اللاذقية عام 1949 وبعدها إلى طرطوس ليعيش مع والدته التي توفيت بعد فترة قصيرة وهي تعاني من المرض والفقر، ووفقًا لأحد أصدقائه فقد عاش الأرسوزي في فقر مدقع بسبب الاضطهاد والنفي والتضييق الذي كان قد تعرض له من قبل السلطات الفرنسية.
في عام 1947 تم دمج حركة البعث العربي مع حزب البعث العربي، وخلال المفاوضات مثَّل وهيب الغانم وجلال السيد - وليس الأرسوزي - حزب البعث العربي، في حين مثَّل عفلق والبيطار حركة البعث العربي، لم يحضر الأرسوزي المؤتمر التأسيسي للحزب الجديد ولم يُمنح عضوية فيه.

### حياته اللاحقة ووفاته 1948 - 1968
عمل زكي الأرسوزي كمدرس ثانوي من عام 1945 حتى عام 1952 في حماة ثم في حلب، وبعدها درَّس في كلية تأهيل المُعلمين من العام 1952 حتى تقاعده في العام 1959.
في أعقاب المؤتمر القومي السادس لحزب البعث، والعزل التدريجي لمؤسسي الحزب ميشيل عفلق وصلاح البيطار، عاد نجم الأرسوزي للظهور مرةً أخرى بمساعدة حافظ الأسد الذي استعان به للمساعدة في تشكيل أيديولوجي للضباط البعثيين في الجيش السوري، ومنحه فيما بعد معاشًا تقاعديًا من الحكومة، انتُخب الأرسوزي كعضو في القيادة القومية لحزب البعث العربي الاشتراكي عام 1965، وفي عام 1966 انقسم الحزب إلى فرعين: حزب البعث العراقي وحزب البعث السوري، وأصبح الأرسوزي هو المنظِّر الأيديولوجي الرئيسي لحزب البعث في سوريا، في حين كان ميشيل عفلق هو المقابل له في حزب البعث العراقي، توفي زكي الأرسوزي في مدينة دمشق في 2 يوليو عام 1968.

## فكر الأرسوزي

### الوحدة العربية
كان المبدأ الأساسي في فكر الأرسوزي هو توحيد الأمة العربية، وكان الارتباط التاريخي بالأمة العربية أكثر أهمية بالنسبة للأرسوزي من ارتباطه بالقوميين والبعثيين العرب الآخرين، واعتقد أنَّ الطريقة الوحيدة لإنشاء أمة عربية جديدة في العصر الحديث هي إعادة إنشاء رابط بين الشعب العربي في ماضيه وحاضره من خلال اللغة العربية التي تعتبر هي التراث الحقيقي الوحيد المتبقي للهوية العربية القديمة، بمعنى آخر فقد كانت اللغة هي المفتاح لاستعادة ما فقدته الأمة العربية ولتنشيط الهوية العربية، واعتقد الأرسوزي أنَّ العرب فقدوا هويتهم المشتركة عندما سمحوا لغير العرب بالمشاركة في الحكومة مما أدى لوضع العديد من القوانين التي لها خصائص غير عربية، وهذه القوانين وغيرها من التغييرات التي أحدثها غير العرب أضعفت الهوية العربية بشكلٍ كبير.

### الثقافة واللغة
أولى الأرسوزي اهتمامًا كبيرًا للمسائل الثقافية حتى أنَّ الشرط الوحيد للعضوية في منظمته كان كتابة أو ترجمة كتاب يساهم في إحياء التراث العربي، من أجل ذلك وُصف بأنه من مؤيدي الصورة اللغوية للقومية العربية، وفي عام 1942 نشر واحدًا من أهم أعماله «عبقرية اللغة العربية»، تميز منهجه بتركيزه على فقه اللغة، ومع ذلك فقد أبدى أيضًا اهتمامه بمشاكل الدولة المعاصرة ومسائل الديمقراطية والسلطة، وصف بعض المؤرخين رؤية الأرسوزي القومية بأنها عنصرية والتي أثبتت في النهاية أنها عقيمة وغير مرضية لأتباعه، كما أنَّ أفكاره تأثرت بشدة بخلفيته الدينية العلوية.
جادل الأرسوزي بأنه على عكس اللغة اللاتينية والتي هي لغة تقليدية جامدة، فقد كانت كلمات اللغة العربية مستمدة من غناء المقاطع الصوتية ولفظها مما يجعلها تتوافق مع الطبيعة أكثر من بقية اللغات، ووفقًا للأرسوزي فاللغة العربية هي لغة بديهية تحمل تعاطفًا طبيعيًا بين نطق الكلمة ومعناها.
اعتقد الأرسوزي أنَّ هوية الأمة العربية تتجسد في اللغة العربية، وهي التي تشكل مصدر الروح القومية، وفي حين تقوم القومية الأوروبية على مبدأ السببية فإنَّ القومية العربية تقوم على مبدأ العفوية، وتجدر الإشارة هنا إلى أنَّ تعريف الأرسوزي للغة يناقض تعريف سقراط والفلاسفة الآخرين.

### القومية
أرجع الأرسوزي صعود القومية الأوروبية إلى الثورات الفكرية والاجتماعية والاقتصادية، حيث قامت الثورات الأوروبية الأولى ضد النظام الإقطاعي، أمَّا الثورة الثانية في أوروبا فكانت هي الثورة العلمية بقيادة نيكولاس كوبرنيكوس وغاليليو غاليلي وهذه الأحداث خلقت أسس العقلانية الحديثة، وفي هذا السياق قال الأرسوزي إنَّ الإنسان كان مؤهلًا لمعرفة الحقيقة لأن ما يتم بناؤه عن طريق العقل يمكن التحقق منه بالتجربة، ولخص هذه النظرة الخاصة للسلوك الإنساني والحضارة بكلمات رينيه ديكارت: «الفطرة السليمة والعقل الطبيعي هما الإنسانية»، وبحسب الأرسوزي فإذا كان البشر مخلوقات عقلانية بفطرتهم فإنَّ كل منهم يرغب في تنظيم نفسه وفقًا لإحساسه بالعقل ولذلك قام المستعمرون بوضع عوائق أمام هذا التغيير العقلاني.
إنَّ الحياة المعاصرة موجودة بسبب شيئين هما العلم والصناعة، فالعلم يقضي على الخرافات ويستبدلها بالحقائق، والصناعة مكنت الحضارة من إنشاء مجتمع أكثر تنظيمًا بحيث يمكن أن تصبح الحرية والمساواة والديمقراطية دائمة وراسخة، وقد أثبتت تجارب الثورتين الإنجليزية والفرنسية هذه الحقائق بشكلٍ غير قابل للجدل، وقد أعطت الثورات الفرد بعض الحقوق بحيث يمكن له إدارة شؤونه الخاصة وفقًا لرغبته وفي نهاية المطاف سيتطور مطلب الحرية إلى مطلب الاستقلال والقومية، والقومية وفقًا للأرسوزي تتجلى في جميع مناحي الحياة من حكم القانون إلى الفنون.

## إرث الأرسوزي
ندد العديد من البعثيين ومعظمهم من حزب البعث السوري بميشيل عفلق باعتباره سارقًا، ويزعم هؤلاء النقاد أنَّ عفلق قد سرق الأيديولوجية البعثية من زكي الأرسوزي ونسبها لنفسه، وعلى كلِّ حال فقد تم دعم الأرسوزي من قبل حافظ الأسد قائد حزب البعث في سوريا باعتباره المؤسس الرئيسي للفكر البعثي وذلك بعد انقسام حزب البعث عام 1966، ومع ذلك بقي البعثيون العراقيون يعتقدون أنَّ ميشيل عفلق هو المؤسس الحقيقي لحزب البعث، أشاد الرئيس السوري السابق حافظ الأسد بالأرسوزي ووصفه بأنه أعظم مواطن سوري في زمنه، وقال بأنه أول من أنشأ حزب البعث كحركة سياسية ، أقام حزب البعث السوري تمثالًا تذكاريًا للأرسوزي بعد انقلاب عام 1966، ومع ذلك فغالبية البعثيين ما زالوا يعتقدون أن ميشيل عفلق وليس زكي الأرسوزي هو المؤسس الرئيسي لحزب البعث، من جهته يعتقد المؤرخ كيث ديفيد أن حزب البعث العربي الاشتراكي تمَّ تأسيسه ووضع منطلقاته الفكرية الرئيسية من قبل الثلاثي: زكي الأرسوزي وميشيل عفلق وصلاح الدين البيطار ولا يمكن القول أنَّ له مؤسسًا رئيسيًا واحدًا.

## المؤلفات
من مؤلفات زكي الأرسوزي التي جمعت في دمشق بين عامي 1972 و 1976 وصدرت في مجلدات وهي:
- العبقرية العربية في لسانهًا
- رسالة الفلسفة والاخلاق
- رسالة الفن
- رسائل المدينة والثقافة
- الأمة العربية
- صوت العروبة في لواء الإسكندرونة
- متى يكون الحكم ديمقراطيًا
- الجمهورية المثلى
- التربية السياسية المثلى